# Cofradía de san Sebastián de Villasandino
La Cofradía de san Sebastián o como verdaderamente se llama Cofradía del más Noble Milanés, Capitán y Mártir san Sebastián, es una cofradía católica de la localidad de Villasandino, provincia de Burgos en Castilla y León (España). Su cometido principal es honrar a su patrón San Sebastián con una serie de actos el día de su festividad, el 20 de enero, así como visitar y acompañar a los hermanos enfermos de la cofradía durante su padecimiento y rezar por su eterno descanso en caso de fallecimiento. Por la originalidad de su vestuario y por su carácter atávico se ha convertido en una de las manifestaciones religioso-culturales más singulares de la Provincia de Burgos.

## Historia
La Cofradía del más Noble Milanés, Capitán y Mártir san Sebastián también conocida popularmente como Cofradía de las Capas y las Chisteras o simplemente como Cofradía de las Chisteras, por ser este el atuendo que visten sus cofrades, siguió prácticamente sin variaciones en el tiempo una regla redactada en 1829 y que a punto estuvo de hacerla desaparecer por su estricto cumplimieto, con lo que esto hubiera supuesto de perdida para Villasandino y en general para las tradiciones y el folclore burgalés, por su singularidad y antigüedad.
El primer documento escrito en el que se menciona a la hermandad es su propio Libro de Actas fundacional. Escrito en 1829, el cual recoge las reglas por las que han de regirse los hermanos de la cofradía a solicitud de ellos mismos y que redactan los sacerdotes que en aquella época dirigían la parroquia de la localidad:
"...estando reunidos y congregados los cofrades del Mártir y defensor de la iglesia san Sebastián... dijeron que para el desempeño de su obligación y el bien estar para con Dios Nuestro Señor, los cofrades y el Santo se hacía preciso el que se estableciesen reglas..."
Si bien este es el primer documento escrito en el que se nombra a la hermandad, en el propio Libro de Actas dice que: "... cofrades que eran antes y después de nuestra sagrada revolución..." lo que hace suponer que la cofradía era anterior a la Guerra de la Independencia Española.
Desde entonces hasta nuestros días la cofradía no ha dejado de celebrar la fiesta de su patrón como nuestran sus dos libros de actas.
Fue a finales de los años ochenta y hasta prácticamente el año 2000 cuando la cofradía iba languideciendo principalmente por dos causas, el paulatino despoblamiento de los pequeños pueblos de Castilla y la propia regla de la cofradía la cual establece que: "la víspera del Santo... el día del santo y siguiente..." se ha de celebrar la fiesta. Siendo san Sebastián el día 20 de enero y celebrando la fiesta el día de la semana en el que cayese era difícil que muchas personas pudieran acercarse a Villasandino y menos hacerse cofrade, al coincidir la mayoría de los años San Sebastián en días laborables.
Esos años la cofradía subsistió a duras penas con siete hermanos y algunos voluntarios del propio pueblo que les acompañaban para que la procesión fuera más numerosa.
Algunos cofrades desde hacía tiempo venían reivindicando que la festividad se pasase al fin de semana si se quería salvar la fiesta y la cofradía, pero otros no estaban dispuestos a trasladar la festividad precisamente por no saltarse la regla y la tradición.
Finalmente en el año 2002 se establece que la fiesta pase al fin de semana como recoge el II Libro de Actas de la cofradía:
"Que a partir del presente año la celebración de la fiesta de la Cofradía será el sábado más próximo al día 20 de enero, acordándosé la fecha en la reunión de la festividad de los Santos Reyes".

## Libros de Actas
La cofradía posee dos libros de actas en los cuales se recogen los principales acuerdos alcanzados por los hermanos en la Junta General de la cofradía, la cual se celebra el Día de Reyes.
El primer libro de actas que se encuentra algo deteriorado por el paso del tiempo, data del año 1829 y recoge las reglas por las que se rige la hermandad, así como todas las actas desde el año 1829 hasta el año 1959.
No son actas como podemos pensar al uso actual, sino más bien una serie de anotaciones que difieren mucho de unos años a otros en sus detalles y extensión. Esto es así porque el encargado de redactar el acta es al que le corresponde el cargo de Mayoral de la cofradía durante ese año y cada uno escribe lo que cree más conveniente. Pero lo que sí suelen recoger casi todas es la fecha del acta, los gastos, las incidencias que han sucedido durante ese año y los acuerdos alcanzados por los hermanos.
El segundo libro de actas recoge las actas desde el año 1959 hasta la actualidad. Faltándole dos actas, las de los años 2000 y 2001, que fueron los años en los que la cofradía estaba en plena transformación. Si bien los últimos años anteriores a estos apenas recogen información debido al declive que llevaba la cofradía. A partir del año 2002 las actas han vuelto a recoger todos los datos más relevantes del año.
Este libro segundo a fecha de 2019 es el que se sigue usando porque aún tiene hojas vacías.

## Reglas de la cofradía
La Regla de la cofradía data de 1829 y está recogida en el I Libro de Actas. Pero con toda seguridad la cofradía es anterior. Simplemente se puso por escrito lo que se venía practicando por costumbre. Se compone de doce normas que los cofrades tienen la obligación de cumplir si alguno no quiere ser multado por su incumplimiento por el resto de hermanos.
La Regla de la cofradía establece como deben comportarse los hermanos entre ellos y cómo deben ser los oficios religiosos. Sin embargo no dice nada sobre muchos otros aspectos y prácticas que los cofrades y la cofradía han desarrollado a lo largo de los años.
Probablemente solo se escribieron en la regla los aspectos más espirituales y sociales dejando en un segundo plano los más mundanos.
De entre ellos nada dice la Regla de cómo deben desarrollarse las comidas de hermandad. Ni sobre la celebración del Higuillo. Así mismo tampoco dicen nada del silencioso papel que representaban las mujeres de los cofrades en la hermandad.
La mayoría de las normas se siguen cumpliendo, pero como es lógico, algunas se han ido adaptando con el paso de los años.
Reglas del más Noble Milanés, Capitán y Mártir san Sebastián hechas a pedimento de todos los hermanos de dicha Cofradía".
"En la villa de Villasandino a veinte de enero de mil ochocientos veinte y nueve, estando reunidos y congregados los cofrades del mártir san Sebastián, presentes sus abades y hermanos de ella... se hacía preciso el que se estableciesen Reglas... y son las siguientes:
Primera: Que luego que seamos avisados por el Mayordomo por ser su obligación el avisar a los hermanos y por orden de los señores oficiales para la reunión de toda la hermandad en la casa o sala que los señores oficiales diputen y a la hora que señalen, nos hemos de presentar todos sin falta alguna no estando ausentes o empleados por la Autoridad de Justicia y pasado el término de media hora después de la señalada por los señores oficiales queremos ser castigados en un real para la luminaria o cera para el Santo.
Segunda: Estando todos congregados y sentados cada uno por su orden según antigüedad y entrada, propondrá el señor Mayoral los asuntos que tenga por conveniente y concluida su relación hablará cada uno de por sí y según toque hasta decidir el punto y esto será con palabras formales, sin alterarse ni levantar la voz, no se tratarán tú por tú uno a otro, y si sucediese en contrario se le reprenderá sus excesos por los señores oficiales y no tomando los consejos saludables de estos, se le castigará por primera vez con media libra de cera y si reincidiese se le despedirá de la Cofradía.
Tercera: Que la Junta General se ha de celebrar el día de los Santos Reyes por considerarse que desde este día hasta el día del Santo hay el tiempo suficiente para prevenir y acomodar las cosas que se dispongan en el día de la Junta y el que faltare paga dos reales.
Cuarta: La víspera del Santo nos hemos de reunir todos en la casa que los señores oficiales disputen, donde saldremos con nuestros hábitos decentes, vela y saeta, en dos bandas y por su antigüedad y entrada y en medio se llevarán colocados a los señores Abades hasta la iglesia de la Villa; concluidas las vísperas se cantará un recorderis por los hermanos difuntos, el que se meterá en cuenta; concluidos los oficios divinos y usando la misma ceremonia, a la vuelta se entrará en el Hospital de la Purísima Concepción y en él se rezarán en coro dos paternosteres con sus avemarías y glorias patris y una salve a María Santísima. Usando igual circunstancia el día del Santo y el siguiente.
Quinta: Que los cuatro cofrades más modernos tienen obligación de llevar al Santo antes de la misa Mayor a la iglesia de Barriuso con su caja o tambor delante y lo mismo ejecutarán en la procesión general desde Barriuso a la Villa; y por su trabajo se les pasará el desayuno que les dará el Mayordomo.
Sexta: En el día siguiente, a la misa de Seteno asistirán todos con su vela y saeta; concluidos los divinos oficios nos regresaremos a la casa del Mayordomo a donde se formará la cuenta y se entregará al Mayordomo que haya de seguir en el siguiente año los alcances que resulten a su favor en el preciso término de veinte y cuatro horas y pasado dicho término queremos sea ejecutado el Mayordomo que sea, y al mismo tiempo se le ha de entregar la cera que haya en la Cofradía.
Séptima: Si algún hermano enfermase y sea preciso darle el deático divino, verificado que sea le hemos de visitar de dos en dos, y si la enfermedad fuese gravosa que no permita la entrada de todos los hermanos, le visitara el señor Mayoral y Mayordomo a nombre de todos los hermanos y si su Divina Majestad fuese servido de llevarle de esta vida a la eterna, hemos de asistir todos al entierro y misa; y el que no esté en el pueblo pondrá persona que ocupe su lugar y llevará su luz; hemos de rezar siete padrenuestros con siete avemarías y siete glorias patris aplicados por el ánima del hermano o hermana que falleciese; y en seguida hemos de poner en poder del señor o señores Abades cuatro reales cada uno de los hermanos y hermanas viudas limosna de una misa en el preciso término del mes de su fallecimiento y pasado el mes y no habiendo cumplido con la limosna mencionada queremos ser castigados en media libra de cera, la que se aplicará al cargo del Mayordomo y el señor Mayoral llevará el cuidado de apuntarlo en el libro de su Mayordomo para que de este modo se sepa lo que entra en su poder.
Octava: El número de cofrades no ha de pasar de veinte y cuatro, y el que ha de entrar no ha de tener cuarenta años y pagará por su entrada doce reales y diez por su mujer, los que entregará en el mismo día que se le admita; para que de este modo y a presencia de todos los hermanos se le haga cargo al novicio de las reglas y cargos de la Cofradía; y preguntándole después de leídos si con las mismas obligaciones es gustoso seguir la bandera y hermandad; y respondiendo que sí, se le asentará en el libro de la Cofradía; y al Mayordomo se le hará cargo de la entrada.
Nona: Avisados que seamos para la misa de salud de cualquier hermano o hermana hemos de asistir con nuestra vela y por el que no esté en el pueblo, ha de poner persona que ocupe su lugar y lleve su luz; y no verificándose por el asiento de la tabla, queremos ser castigados en dos reales para la luminaria del Santo.
Décima: Los oficios se han de servir por antigüedad todos los años, nombrando Mayoral y Mayordomo después de los días del actual Mayoral, que de este modo seremos todos iguales en llevar las cargas de la Cofradía.
Undécima: En el mes de septiembre hemos de satisfacer cada un hermano al Mayordomo de esta Cofradía cuatro celemines de trigo mocho para fondos de ella en cada un año; y no verificándose haberlos satisfecho queremos se nos castigue en dos reales para cera.
Duodécima: Con dichas consideraciones nos obligamos a seguir la bandera del mártir y defensor de la fe san Sebastián, con nuestras personas y bienes muebles y raíces presentes y futuras, habidas y por haber, poderío a las Justicias y Jueces de Su Majestad y de nuestros fueros competentes que a ello nos compelan por todo rigor de derecho; y lo firmamos el que supo en Villasandino a veinte de enero de mil ochocientos veinte y nueve==entre renglones=al toque de la campana al Hospital de esta villa=vale=.

## Cargos de la cofradía
La cofradía está compuesta por los hermanos o cofrades de entre los cuales cada año se eligen al Mayoral y al Mayordomo. También hay otro cargo que no recae entre los cofrades y que no es renovable anualmente, este es el del Abad.
El Mayoral
El Mayoral es el encargado de dirigir la cofradía durante todo un año. Desde que es nombrado en la reunión de cuentas hasta la reunión del año siguiente que se nombra al Mayoral que debe sustituirle. La reunión de cuentas se celebra el tercer día de la fiesta y día siguiente de la celebración de la festividad del Santo.
Tiene como cometido comprar todo lo que sea necesario para la fiesta, principalmente los alimentos para la comida de hermandad del día del Santo. También dirige las reuniones exponiendo los asuntos de interés para la cofradía en las juntas. Debe levantar acta de las mismas y plasmarla en el Libro de Actas. Lleva las cuentas. Se encarga de servir la mesa durante la comida de hermandad. Custodia durante ese año los utensilios de la cofradía y como cabeza de la hermandad tiene derecho a interpretar el papel de Capitán el día principal de la fiesta.
El Mayordomo
Es el segundo cargo en importancia de la cofradía. Ayuda al Mayoral a llevar la hermandad. Como su propio nombre indica su cometido es de servicio. Se encarga principalmente de colaborar con el Mayoral en la preparación de la comida y en servicio de la mesa el día de la comida de hermandad. Antiguamente tenía más funciones pero se han ido pasando con los años al Mayoral.
Su cargo se renueva todos los años pasando de ser Mayordomo al año siguiente ser Mayoral.
Estos dos cargos, tanto el de Mayoral como el de Mayordomo se renuevan por reglamento automáticamente y se suceden por orden de antigüedad de entrada en la cofradía.
Abad
El cargo de Abad lo ejerce el sacerdote que dirija la parroquia de la localidad. Es un cargo de obligado cumplimiento para todo aquel cura que llega al pueblo. Ejerce el cargo desde que llega a Villasandino hasta que es trasladado a otro lugar, lo cual hace que el nuevo sacerdote que llegue al pueblo sea inmediatamente incorporado a la hermandad. Esta obligatoriedad se la dan los cofrades en el preámbulo del libro de actas;
...y estando juntos y congregados previnieron en unión que para seguir con la Cofradía y tener pastores que nos dirijan en el pasto espiritual nombramos todos y cada uno de por sí nuestros Abades...
Su principal cometido es la de dirigir espiritualmente a la cofradía. Tiene voz en las juntas pero no tiene voto.

## Junta General de la Cofradía
La Junta General de la Cofradía es la reunión en la que se toman las principales decisiones de la cofradía. Tiene lugar el día 6 de enero festividad de los Santos Reyes por mandato reglamentario.
La Junta General se ha de celebrar el día de los Santos Reyes por considerarse que desde este día hasta el día del Santo hay el tiempo suficiente para prevenir y acomodar las cosas que se dispongan el día de la Junta... 
Estando congregados y sentados cada uno por su orden según antigüedad y entrada, propondrá el Mayoral los asuntos que tenga por conveniente y concluida su relación hablará cada uno de por sí y según toque hasta decidir el punto...
Después de discutidos los puntos los cofrades toman las decisiones por mayoría y los acuerdos alcanzados son de obligatorio cumplimiento por todos los hermanos.
Después de la misa de Reyes y antes de la Junta el tamboritero recorre el pueblo tocando el tambor para llamar a los cofrades a reunirse en Junta. Esta se celebra en el lugar que dispongan los señores oficiales y una vez terminada los cofrades toman un aperitivo.
Actualmente, esta reunión, al haber pocos cofrades el día de Los Santos Reyes en Villasandino, si no hay algo muy importante que decir y que sea urgente tratarse, se ha ido trasladando su contenido a la Reunión de Cuentas, con lo que esta se podría decir que también hace de Junta General de la Cofradía. Pero sí se sigue manteniendo el toque de tambor y el aperitivo.

## Las mujeres o hermanas en la Cofradía
Las mujeres siempre han sido un pilar importante de la cofradía, aunque muchas veces solo fuera por el interés de sus maridos, los cofrades.
Nada dice de ellas la Regla de la Cofradía excepto:
El cofrade... que ha de entrar... pagará por su entrada doce reales y diez por su mujer.
...hemos de rezar... por el ánima del hermano o hermana que falleciese.
Nada dice la Regla del consentimiento que tenían que dar las mujeres a sus maridos para que pudieran formar parte de la cofradía. Sin este permiso, el cual plasmaban en el Libro de Actas con su firma, no podía entrar ningún hombre a formar parte de la cofradía.
Una vez dado su consentimiento el marido pagaba su cuota y la de su mujer, la cual pasaba a considerársele hermana de la cofradía mientras su marido fuera cofrade. En el caso de que el marido falleciese siendo cofrade, su mujer podía permanecer siendo hermana de la cofradía siempre que pagase lo que le correspondiera por los oficios divinos que la cofradía tuviera a bien llevar a cabo.
Si la mujer de un cofrade permanecía en la cofradía después de fallecido esta, tenía el derecho a que se le dijera una misa de salud si fuera menester así como un funeral por su eterno descanso cuando falleciera.
El beneplácito de la mujer era necesario porque eran las responsables de cocinar. La mujer del que le correspondiese el cargo de Mayordomo ese año, ayudada por la mujer del Mayoral, tenía la obligación de cocinar la comida para la fiesta de ese año y si no estaba dispuesta a hacerlo, antaño era difícil que los hombres supieran cocinar, era difícil que su marido se hiciera cofrade.
Los cofrades realizaban tres cenas y dos comidas de hermandad. Las cenas de los días 19, 20 y 21 de enero y las comidas de los días 20 y 21. Con lo que ello suponía de horas en la cocina para las hermanas que les tocase cocinar. Durante estas comidas y cenas las mujeres no podían entrar en la sala donde los cofrades estuviesen comiendo y la comida era introducida en la sala por medio del tamboritero. Este tampoco comía con los hermanos, sino que lo hacía con las mujeres.
Desde que la fiesta se trasladó al fin de semana, la cofradía solo realiza una comida de hermandad, la que corresponde con el día del Santo. Esta comida la mandan hacer.
Las hermanas ya no cocinan pero siguen teniendo en lo demás los mismos derechos en la cofradía. Ya no tienen que dar el consentimiento para que ningún hombre forme parte de la cofradía si lo desea porque no es obligatorio estar casado.
Sin embargo, lo que la cofradía sigue manteniendo es que quien esté casado y quiera formar parte de la hermandad debe pagar por su mujer la cuota establecida. Para quien sea soltero o viudo, solo paga su cuota.

## Personajes que intervienen en la fiesta y su vestimenta
- El tamboritero

El tamborilero o tamboritero como siempre se le ha denominado en Villasandino es alguien ajeno a la cofradía que se le contrata para que toque durante los días que dura la fiesta.
Se encarga de llamar a reunión tocando el tambor mientras va dando la vuelta al pueblo y pasando por delante de las casas de los cofrades para que se den por enterados. También abre las procesiones delante de los cofrades.
Tañe un toque monótono y monocorde que con el paso de los años la gente dio en sacar una pequeña cancioncilla que se asemeja al sonido del tambor.
San Sebastián, san Sebastián
un cuartillo y medio de pan,
que le den, que le den,
que le den tortón.
que le den, que le den,
con el mango de la sartén.
- El Capitán

El Capitán es el personaje principal de la fiesta el día del Santo. Representa con su traje militar decimonónico la figura de san Sebastián que también fue militar y jefe de la guardia pretoriana del emperador Diocleciano.
Encabeza, montado a caballo, la procesión del Santo. Durante la misma hace galopar al caballo y baila la bandera que porta en la mano. Durante la misa del Santo permanece de pie erguido en el lado derecho del altar, con la bandera en la mano hasta que termina la misa.
Va vestido a la antigua usanza, con un traje militar de gala de aspecto decimonónico.
Se conocen dos trajes que haya vestido el Capitán durante e siglo XX, probablemente antes haya llevado otros. Uno ha sido un traje de gala de la Guardia Real de color azul y otro más reciente de color rojo que era un traje de gala de la policía municipal de Burgos.
En el año 2012 la cofradía mandó confeccionar un nuevo traje similar al usado hasta ese año, el de la policía municipal de Burgos. Probablemente sea el primer traje original que lleve el Capitán en toda la historia de la cofradía. Viendo que los últimas indumentarias estaban confeccionadas para otros fines y posteriormente decidas a la cofradía, todo hace pensar que los trajes anteriores que haya podido usar el Capitán también les sucediera lo mismo. Remata su indumentaria un casco con penacho.
Lo más probable es que el aspecto del traje y la bandera de España que porta el Capitán tengan su origen en la Guerra de la Independencia Española y en un posterior ensalzamiento patriótico después de vencer a los franceses.
- Los cofrades

Los cofrades son los verdaderos protagonistas de la cofradía y los que la han mantenido viva a lo largo del tiempo. Su vestimenta les confiere ese aire antañón que envuelve a toda la cofradía.
La Regla de la Cofradía nada dice de cómo deben vestir los cofrades, lo único que menciona es en su regla cuarta:
...donde saldremos con nuestro hábitos decentes...
Con la palabra hábitos no podemos saber si se referían a la capa española y la chistera, que son las prendas que a simple vista llaman la atención en el vestir de los cofrades o eran otras prendas.
Tampoco se sabe cuándo se empezó a vestir estas prendas en la cofradía, pero lo que probablemente sí sea seguro es que los hermanos pretendían dar a su aspecto, el día de su patrón, un aire solemne y distinguido ya que estas eran las prendas de postín en el siglo XIX, fecha en la que se refunda la cofradía.
Los cofrades visten dos tipos de capas. Unas son normales sin ningún tipo de adorno especial que denote que fueron hechas para vestir en la festividad de san Sebastián, pero hay otras capas que fueron diseñadas ex profeso para esta cofradía. Esto se ve en el escusado, abertura posterior de la capa, en el cual llevan bordada una saeta en el ribete de la capa.
Esta saeta, símbolo del martirio de san Sebastián, a pesar de que este santo no terminó muriendo asaetado sino fustigado, y la vela que portan los cofrades en la mano son los verdaderos emblemas de la cofradía. Pero al pasar más desapercibidos que la capa española y la chistera, estas prendas han pasado a identificar a la cofradía hasta ser conocida como la Cofradía de las Capas y las Chisteras o simplemente Cofradía de las Chisteras.
Así como de las capas y las chisteras nada dice la Regla, de las velas y las saetas sí habla en varios puntos:
Cuarta: La víspera del Santo nos reuniremos todos en la casa que los señores oficiales disputen, donde saldremos con nuestros hábitos decentes, vela y saeta...
Sexta: ...a la misa de Seteno asistirán todos con su vela y saeta...
Séptima: ...y el que no esté en el pueblo pondrá persona que ocupe su lugar y llevará su luz...
Nona: Avisados que seamos para la misa de salud de cualquier hermano o hermana hemos de asistir con nuestra vela...
La saeta representa el martirio de san Sebastián el cual da nombre a la cofradía, por eso la portan sus cofrades.
La vela representa la luz que ilumina y ha de guiar a los cofrades en su camino hacia Dios, por eso también la llevan en la mano.
Para terminar de vestirse deben llevar camisa y corbata. Si no la llevasen pueden ser multados. De estas prendas la Regla de la Cofradía tampoco dice nada.

## Desarrollo de la fiesta de san Sebastián
La fiesta tradicionalmente se venía desarrollando los días 19, 20 y 21 de enero. Siendo la festividad de San Sebastián el día 20 de enero. Este día es el principal de los tres ya que honran los cofrades a su santo patrón.
Actualmente y debido a la escasez de población en el pueblo, la cofradía decidió trasladar la fiesta al fin de semana más próximo al día 20. Esto lo acordaron en Junta General el Día de Reyes del año 2002:
Que a partir del presente año la celebración de la fiesta de la Cofradía será el sábado más próximo al día 20 de enero acordándose la fecha en la reunión de la festividad de los Santos Reyes .
Esto decisión salvo a la cofradía de su desaparición pero también hizo que sufriera la pérdida de algunas de sus tradiciones más singulares, especialmente en lo que al número de comidas de hermandad se refiere que pasaron de cinco a una, así como la reducción de la fiesta a dos días en lugar de tres. Esta decisión también la tomaron en la Junta General del año 2002:
Se mantendrán las misas del día 20 festividad de San Sebastián y del día 21 por los difuntos de la Cofradía.
Actualmente, una vez pasado el peligro de su desaparición, la cofradía está recuperando paulativamente algunas de las costumbres que se habían perdido. Entre ellas destacan;
- La recuperación del reparto de tortones entre los asistentes a la misa el día del Santo, año 2003. El tortón consiste en una hogaza de pan con sabor a anís.[12]

- La recuperación de la víspera del día del Santo, año 2013.[13]

- La recuperación de la vuelta del tamborilero o tamboritero (como siempre se le nombró en la cofradía) por el pueblo para llamar a los cofrades a las reuniones o actos religiosos, año 2013.[13]

- También ha restaurado o elaborado nuevos algunos utensilios y prendas que utiliza para la fiesta como: el traje del Capitán, el asta de la bandera, la propia bandera, las saetas o flechas que portan los cofrades, algunas chisteras y capas.

- En el año 2014 la cofradía restauró el casco del Capitán e hizo una caja para guardar el primer libro de Actas, dado el deterioro que sufre. La hermandad, decidió depositar el Libro de Actas en el ayuntamiento de la localidad para que junto a otros documentos históricos de la villa, forme parte del archivo municipal.
- En el año año 2019 se restauró el tambor y se compró una gorra para el tamboritero parecida a la que aparece en el reportaje de la revista Estampa del año 1934. Este mismo año, se volvieron a renovar las saetas por otras nuevas con el nombre de la cofradía grabado.
- Este mismo año, 2019, también se decidió recuperar la Fórmula de ingreso en la Cofradía.

Víspera de la fiesta
Tradicionalmente se celebraba el día 19 de enero. Durante unos años se dejó de celebrar pero en el año 2013 se ha vuelto a incorporar a la fiesta. Se celebra el viernes más cercano al 20 de enero por la tarde-noche.
Como dice la cuarta regla de la cofradía:
"La víspera del Santo nos hemos de reunir todos en la casa que los señores oficiales disputen, donde saldremos en dos bandas y por su antigüedad y entrada, y en medio se llevarán colocados a los señores Abades hasta la iglesia de la Villa..."
El tamboritero da la vuelta al pueblo tocando el tambor para llamar a reunirse a los hermanos. Una vez reunidos salen en procesión a la iglesia de la Asunción o de la Villa donde tienen lugar los oficios religiosos. Una vez terminados los rezos se volvía a la casa del Mayordomo donde tenía lugar la cena de hermandad.
Hoy en día el lugar de reunión son las antiguas escuelas de párvulos del pueblo y la cena de hermandad se ha sustituido por una pequeña refacción o aperitivo.
Día del Santo
El día del Santo tradicionalmente se celebraba el 20 de enero, coincidiendo con la festividad de san Sebastián. Después de trasladar la fiesta al fin de semana, se celebra el sábado más próximo al día 20 de enero.
- Bajada del Santo

El día empieza de mañana para bajar el Santo de la iglesia de la Asunción (popularmente de la Villa) a la iglesia de la Natividad (popularmente del Carmen o de Barriuso). Antaño se solía realizar esta bajada a las 6 de la mañana, pero actualmente la vienen haciendo a las 9 de la mañana.
El tamboritero da la vuelta al pueblo tocando un sonido monótono y monocorde, pasando a buscar a los cuatro cofrades más nuevos por sus casas, para como indica la regla quinta de la cofradía:
"Que los cuatro cofrades más modernos tienen obligación de llevar al Santo antes de la Misa Mayor a la iglesia de Barriuso con su capa o tambor delante. Por su trabajo se les pasará el desayuno que les dará el Mayordomo".
Terminada la labor de llevar el Santo de una iglesia a la otra se dirigen a la escuela, donde almuerzan. Generalmente toman asadurilla de cordero y envuelto, que no es otra cosa que orujo mezclado con vino moscatel, de ahí el nombre que se le da en el pueblo, envuelto. Este es untado con barquillos y galletas surtidas.
- Procesión del Santo

Se celebra al mediodía y es la procesión principal de entre todas las que se realizan durante la fiesta en honor a San Sebastián y la que levanta mayor expectación entre los vecinos. Esto es debido principalmente a que participa el personaje del Capitán con traje militar decimonónico montado a caballo y portando una bandera de España y las dos filas de cofrades vestidos con capa española o castellana y chistera.
El tamboritero da la vuelta al pueblo tocando para llamar a los hermanos a reunirse en la escuela. Una vez reunidos, la procesión se dirige en silencio desde las escuelas de párvulos a la iglesia de la Natividad o Barriuso donde en su interior se rezará únicamente un padrenuestro. A continuación los cuatro hermanos más modernos portarán las andas con el Santo desde esta iglesia hasta la de la Asunción o de la Villa. Como dice la regla quinta:
"Los cuatro cofrades más modernos tienen obligación de llevar al Santo... y lo mismo ejecutarán en la procesión general desde Barriuso a la Villa...
Durante la procesión el Capitán irá delante del tamboritero y los cofrades, haciendo galopar al caballo y tremolando la bandera.
- Misa del Santo

Una vez que se llega a la iglesia de la Asunción o de la Villa se coloca a la izquierda del altar al Santo entre dos velas y adornado con un jarrón con flores y el Capitán de pie se coloca a la derecha del altar para oír la misa. Los cofrades se sientan en los primeros bancos de la iglesia.
Una vez terminada la misa, tiene lugar la bendición de los tórtones, hogazas de pan con sabor a Anís, y el reparto entre los asistentes. De entre los panes se guarda uno para la comida de hermandad de la cofradía.
Terminado el reparto de los tortones, el Capitán, el tamboritero y los cofrades se dirigen desfilando hasta las escuelas de párvulos. Con esta procesión se dan por terminados los actos religiosos del día del Santo y comienzan los profanos.
- Comida de hermandad

Mientras el Mayoral y el Mayordomo preparan la mesa y van a buscar la comida, el resto de cofrades se toma el vermú. Lo usual es que la mayoría de los hermanos suba a las bodegas donde toman un vino y unas latillas de conservas.
A las tres tiene lugar la comida. Hoy es la única comida que queda de las cinco que antiguamente realizaba la cofradía.
Las comidas antes las realizaba la mujer del Mayordomo ayudada por la del Mayoral. Ellas no podían entrar a la sala donde comían los cofrades y era el tamboritero el encargado de llevar los alimentos desde la cocina al comedor. Incluso él mismo no podía comer con los hermanos.
Hoy en día la comida se encarga hacerla y la sirven el Mayoral y el Mayordomo. El tamboritero come con el resto de cofrades.
Al comienzo de la comida se bendice la mesa por parte del Mayoral. Este toma un trozo del tortón que se ha reservado de repartirlo en la iglesia para la comida y formula unas trastocadas palabras en latín:
-Oque plus. Se cree que procede del latín hoc es plus, (es lo mejor).
A las que responden los cofrades.
-Manducatis. Comáis. Se cree que la palabra original en latín era manducetis.
Terminada la comida el Abad o en caso de que no se encuentre el Mayoral, dice una acción de gracias que antes se empleaba para las cenas. Como las cenas hoy en día no se hacen se decidió trasladarla al final de la comida para que no se perdiera por el desuso. Esta dice:
Que por la cena (comida) que Dios nos ha dado
sea siempre glorificado
por siempre jamás. Amén.
Nos sustente en la tierra,
y nos bendiga en el cielo.
Una vez hecha la acción de gracias por la comida, el Abad reza tres padrenuestros:
- Uno para que San Sebastián nos proteja e interceda por todos ante Dios.

- Otro padrenuestro por las necesidades de los cofrades presentes.

- Y finalmente uno más por los cofrades difuntos.[14]

Hasta ese momento toda la fiesta ha transcurrido con cierto aire solemne. Es al acabar de rezar cuando comienza la celebración toma un aire más distendido y los cofrades empiezan a cantar y toman el café. La primera canción que desde hace muchos años entonan los hermanos es Golondrina Mensajera de Lola Sevilla. Esta canción se ha terminado convirtiendo en el himno oficioso de la hermandad.
- El Higuillo

Sobre las 17.00 se desarrolla el higuillo. Consiste en un juego en el que los niños tienen que agarrar con la boca sin la utilización de las manos, un higo que pende de un hilo atado a un palo y al que a la vez se le da con otro palo para que el hilo se mueva y haga bailar y saltar el higo encima de la boca del niño que intenta morderlo.
A la vez que realiza el juego el cofrade va tarareando una estrofilla que dice:
''Al higuí, al higuí,
con la mano, no,
con la boca, sí.''
o
''Al higuillo, al higillo,
con la mano en el bolsillo.''

Tradicionalmente el hiquillo se realizaba el día 21 de enero por la tarde, es decir, el tercer día de la fiesta. Al trasladar la fiesta al fin de semana, la cofradía decidió poner el higuillo el sábado por la tarde en vez del domingo que era cuando le debería haber correspondido. Con ello la cofradía pretendió que hubiera más niños en el pueblo ya que son los verdaderos protagonistas de este juego y el domingo por la tarde las familias ya suelen volver a la ciudad. Además de dar higos, los cofrades también tiran caramelos y lanzan rodando naranjas, era la fruta de invierno antiguamente más popular.
Día de la misa de Seteno o de los fieles difuntos
Tradicionalmente se celebraba al día siguiente del Santo, es decir, el 21 de enero. Desde que se trasladó la fiesta al fin de semana se celebra el domingo más cercano al día 20 de enero.
Antes de la misa, suele ser al mediodía, el tamboritero hace la vuelta por el pueblo tocando el tambor y llamando a los cofrades a reunirse en las escuelas para posteriormente desfilar en dos filas hasta la iglesia de la Asunción o de la Villa. Como dice la regla sexta:
"En el día siguiente, a la misa de Seteno, asistirán todos con su vela y saeta...
Una vez finalizada la misa los cofrades vuelven igualmente desfilando desde la iglesia hasta las escuelas donde tiene lugar la Reunión de Cuentas. En esta junta, como su propio nombre indica, el Mayoral suma los gastos de la fiesta y los cofrades pagan a escote lo que les corresponda. Como manda la regla sexta:
"...concluidos los divinos oficios nos regresaremos a la casa del Mayordomo a donde se formará la cuenta y se entregara al Mayordomo que haya de seguir en el siguiente año los alcances que resulten a su favor...
Como dice la regla décima de la cofradía:
"Los oficios se han de servir por antigüedad todos los años, nombrando Mayoral y Mayordomo después de los días del actual Mayoral, que de este modo seremos todos iguales en llevar las cargas de la cofradía."
Como se puede comprobar en esta junta también se nombran los nuevos cargos para el año siguiente:
- El Mayordomo pasa a ser el nuevo Mayoral.
- El cargo de Mayordomo es ocupado por el hermano más moderno en formar parte de la cofradía que siga en antigüedad al nuevo Mayoral.

Con esta reunión se da por concluida la fiesta hasta el año siguiente en que vuelve a celebrarse la Junta General de la cofradía el 6 de enero día de los Santos Reyes.
Durante el resto del año la Cofradía realiza misas de salud para pedir a Dios por el restablecimiento de aquellos cofrades que se encuentren enfermos y misas de difuntos por aquellos hermanos o hermanas que hayan fallecido durante ese año.

## Fórmula de ingreso en la Cofradía
Mención aparte merece, en el Día de seteno y antes de dar inicio a la Reunión de cuentas, el desarrollo del acto de dar de alta de un nuevo cofrade en la hermandad con la Fórmula de ingreso en la Cofradía. 
Preguntar al novicio o aspirante a nuevo cofrade, si quería pertenecer a la hermandad, se perdió en el momento en el que no fue necesario el consentimiento, plasmado con su firma en el Libro de Actas, de las mujeres de los hermanos para entrar en la misma. Sin este consentimiento cualquiera podía entrar a formar parte de la Cofradía. De este modo el novicio simplemente pagaba la cuota, por él y por su mujer (en el caso de que la tuviera) y se les asentaba en el Libro de Actas directamente a ambos.
En el año 2019, se decide recuperar la Fórmula de ingreso en la Cofradía a modo de juramento, al novicio aspirante a hermano, tomando como referencia la regla octava de la cofradía:
...para que de este modo y a presencia de todos los hermanos se le haga cargo al novicio de las reglas y cargos de la Cofradía; y preguntándole después de leídos si con las mismas obligaciones es gustoso seguir la bandera y hermandad; y respondiendo que sí, se le asentará en el libro de la Cofradía; y al Mayordomo se le hará cargo de la entrada.
De este modo se pretende dar más solemnidad, como tuvo en otros tiempos, al hecho de dar de alta en la Cofradía a un nuevo hermano.
El procedimiento establecido, actualmente, es el siguiente:
- El Día de las vísperas, primer día de la fiesta, se entrega al novicio un librito con Las reglas, usos y costumbres de la Cofradía.
- El Día de seteno, tercer día de la fiesta, después de que el aspirante haya leído el librito y conocido la fiesta desde dentro, antes de dar comienzo a la Reunión de cuentas se le pregunta de la siguiente manera:

Mayoral:
Dando cumplimiento a la Regla octava de la Cofradía debo preguntarte: Don... conocidas las reglas y cargos de la Cofradía, ¿deseas seguir con las mismas obligaciones la bandera y hermandad del glorioso mártir san Sebastián?
Novicio: Sí/No.
Si la respuesta es negativa pues simplemente no se le da de alta. Pero como lo lógico es que sea positiva, el Mayoral responde lo siguiente:
Mayoral:
Hermano Mayordomo, hágase cargo del pago de la entrada del hermano... y asiéntele en el Libro de Actas junto a su mujer. (En el caso de que la tuviera).

## Curiosidades sobre la cofradía
- Todo en esta cofradía tiene un aire atávico. Si hay algo que recuerde al pasado es sin duda esta cofradía de san Sebastián. Desde el trato que se dispensan los cofrades, llamándose de hermanos y tratándose de usted, hasta sus peculiares costumbres y sus vestimentas.

- A la cofradía se la conoce como la Cofradía de las Capas y las Chisteras o simplemente como Cofradía de las Chisteras. Pero en el pueblo ha sido conocida por otros nombres como: Cofradía de los Borrachos, por la gran cantidad de vino que bebían durante cinco comidas y que terminaba perjudicando a algún cofrade, o también como Cofradía de los Pastores, ya que muchos de sus hermanos eran pastores a jornal. Muchos pastores se hacían cofrades porque sus patrones tenían la obligación de darles los tres días de la fiesta libres.

- El caballo que monta el Capitán a ser posible debe ser blanco.

- En el Mayoral recae el honor de ser el Capitán. Si bien, hoy, no se suele cumplir porque muchos cofrades no saben montar a caballo.

- Durante los días de la fiesta el Santo tiene que estar custodiado por dos velas y nunca le pueden faltar flores.

- Las mujereres daban la autorización a sus maridos para ingresar en la cofradía. Sin ella no podían incorporarse a la misma.

- El tamboritero no es de la cofradía, es alguien ajeno al que se le piden sus servicios.

- El tamboritero no cobra dinero por su trabajo, pero la cofradía corre con el gasto de su almuerzo y comida.

- Durante las procesiones los cofrades deben permanecer en silencio y desfilar colocados en dos columnas paralelas de más modernos a más antiguos por orden de entrada en la cofradía. Cuanto más atrás en la columna más tiempo se lleva en la cofradía.

- Cuando entran en la iglesia o en la escuela, sucede lo contrario que en las procesiones. Los cofrades más veteranos en la hermandad entran los primeros y los más novatos los últimos. Para entrar, los hermanos hacen un pasillo y se quitan la chistera en muestra de respeto hacia los hermanos que van pasando por él y entrando en el lugar.

- Los cofrades deben llevar corbata y camisa durante todos los actos religiosos. El día del Santo, hasta que no termina la comida de hermandad no se pueden quitar la corbata si no quieren ser multados.

- Las multas son económicas y simbólicas, ya no se multa con cera para velas.

- La canción que se canta después de comer y terminando de rezar es "Golondrina mensajera". Se canta en memoria de un devoto cofrade llamado Cándido Cepa, ya que era la primera que él siempre cantaba.

- El hermano Francisco Faíco donó la figura de san Sebastián que se utiliza en la procesión del Santo.

- La cofradía y sus cofrades siempre ha tenido a gala ser independientes y no recibir ayudas exteriores. Todos los gastos se pagan a escote entre los cofrades. Este orgullo se resume en la frase: "No pide, invita y corre con todos los gastos". Incluso hoy que desde 2011 la cofradía está inscrita en el registro de asociaciones y opta a subvenciones hay hermanos que recelan de estas prácticas.

- Siempre ha llamado la atención de periodistas y fotógrafos esta cofradía. Ya en el año 1934 el periodista Eduardo Ontañón hizo un reportaje de esta hermandad para la revista Estampa. Elías Rubio Marcos, escribió un artículo sobre la cofradía en 1994 para el desaparecido Diario 16 Burgos y posteriormente recogido en su libro Burgos en el recuerdo 2. El cual muestra al hermano Crescenciano en su portada. La revista de folclore de la Fundación Joaquín Díaz recoge el artículo La tradicional festividad de san Sebastián en la provincia de Burgos. El fotoperiodista, Enrique del Rivero, hizo en 2012 un reportaje de la cofradía para una exposición sobre tradiciones singulares de la provincia de Burgos. La Exposición se realizó en enero de 2013 y el hermano Ricardo Nuñez Delgado tuvo el honor de presidir el cartel anunciador de la misma. En el año 2016 el folclorista burgalés, Alfonso Díez Ausín, realizó un pequeño reportaje fotográfico e intrahistórico de la Cofradía. Además tiene una pequeña sección de folclore en un programa de una radio local de Burgos, Radio Evolución, donde llegando la fecha de la festividad de san Sebastián habla de la Cofradía. En el año 2017 la bitácora, Tierras de Burgos, hizo una entrada en su portal con el título: La festividad de san Sebastián en Villasandino. En el año 2018, reportero Ángel Órtiz Caño, realizó un reportaje sobre la Cofradía y festividad de san Sebastián de Villasandino para incluirlo en un documental más amplio titulado Tradiciones populares del siglo XXI de la provincia de Burgos. De forma excepcional, se le permitió filmar los diferentes rezos que los cofrades realizan durante la comida de hermandad del Día del Santo.